# André-Paul Duchâteau
André-Paul Duchâteau, född 8 maj 1925 i Tournai, död 26 augusti 2020 i Uccle, var en belgisk serieskapare, även känd under pseudonymen Michel Vasseur. Han gjorde bland annat Peggy Press och Bruce J. Hawker.

## Album
- Monfreyd et Tilbury (ihop med Cosey)
- Valhardi und Co, Abenteurer
- Yorik (med Eddy Paape)
- Hans (bild: Grzegorz Rosiński)
- Bruce J. Hawker (med William Vance)
- Terreur (2003, med René Follet), Madame Tussauds